# Rust in Peace
《Rust in Peace》는 미국의 스래시 메탈 밴드 메가데스의 네 번째 스튜디오 음반으로, 1990년 9월 24일, 캐피틀 레코드에서 발매되었다. 이 음반은 기타리스트 마티 프리드먼과 드러머 닉 멘자가 참여한 첫 번째 메가데스 음반이었다. 〈Hangar 18〉과 〈Holy Wars... The Punishment Due〉라는 곡들이 싱글로 발매되었다. 2004년에는 네 개의 보너스 트랙이 포함된 리믹스 및 리마스터 버전의 음반이 발매되었다.
발매 이후, 《Rust in Peace》는 《데시벨》과 《케랑!》와 같은 출판사들에 의해 역사상 최고의 스래시 메탈 음반 중 하나로 자주 선정되었으며, 참고서인 《죽기 전에 꼭 들어야 할 앨범 1001》에 등재되었다. 이 음반은 제33회 그래미 어워드에서 최고의 메탈 퍼포먼스 부문 그래미 어워드 후보에 올랐다. 1991년 재단 포럼에서 이 음반은 "톱 라디오 음반"으로 콘크리트 재단 상을 받았고, 싱글 〈Hangar 18〉은 "톱 라디오 컷" 상을 수상했다.

## 배경
1988년, 메가데스는 영국 도닝턴 파크에서 열린 몬스터즈 오브 록 페스티벌에 아이언 메이든, 키스, 헬로윈, 건즈 앤 로지스, 데이비드 리 로스와 함께 출연했다. 이 밴드는 10만 명 이상의 관객을 대상으로 공연을 펼쳤고, 곧 "몬스터즈 오브 록" 유럽 투어에 추가되었지만, 베이시스트 데이비드 엘렙슨의 약물 문제로 첫 공연 이후 하차했다. 밴드 내 추가적인 문제로 인해 프론트맨이자 기타리스트인 데이브 머스테인은 드러머 척 벨러와 기타리스트 제프 영을 해고하고 1988년 예정된 호주 투어를 취소했다. 이전에는 벨러의 드럼 기술자였던 닉 멘자가 밴드의 새로운 드러머로 고용되었다. 새로운 기타리스트를 찾는 과정은 매우 어려웠다. 머스테인은 판테라의 다임백 대럴을 포함한 여러 기타리스트들을 조사했다. 판테라의 다임백 대럴은 처음에 그 자리를 제안받았으나 거절하고 그의 형인 드러머 비니 폴도 고용해 달라고 요청했다. 어나이얼레이터의 제프 워터스도 고려되었다. 머스테인은 오리지널 메가데스 기타리스트 크리스 폴랜드에게 밴드 재가입을 요청했으며, 폴랜드는 스튜디오 음반에 수록된 모든 곡의 데모 버전에서 리드 기타 파트를 추적했다. 폴랜드에 따르면, 그는 밴드에 "99퍼센트가 합류할 예정"이었지만 매니저로부터 거절당했다고 한다. 머스테인에 따르면, 그가 마지막으로 들은 기타리스트 중 한 명인 마티 프리드먼이 그에게 《Dragon's Kiss》를 보내주었다고 한다. 프리드먼이 연주한 음반을 들은 후, 머스테인은 프리드먼을 오디션에 초대하여 그를 고용했다. 이는 밴드의 첫 번째 안정적인 라인업이 되었고, 팬들이 인정하듯이 '고전' 메가데스 라인업이 되었다.
음반 제목 《Rust in Peace》는 데이브 머스테인이 캘리포니아주 레이크 엘시노어에서 집으로 돌아오던 중 차량 뒷면에서 본 범퍼 스티커에서 영감을 받아 만들어졌다. 해당 스티커에는 "May all your nuclear weapons rust in peace(당신의 모든 핵무기가 평화롭게 녹슬기를)"라는 문구가 적혀 있었으며, 머스테인은 이 개념이 마음에 들어 메가데스의 차기 음반 제목으로 사용하기로 결정했다. 《Rust in Peace》는 프로듀서 마이크 클링크와 함께 럼보 레코더에서 녹음했으며, 믹싱은 맥스 노먼이 담당했다.. 클링크는 건즈 앤 로지스의 《Appetite for Destruction》과 UFO의 《Strangers in the Night》에서의 작업으로 발탁되었다. 그는 주로 베이스, 드럼, 그리고 프리드먼의 기타 파트를 중심으로 프로듀싱을 담당했다. 2002년 인터뷰에서 머스테인은 클링크가 당시 건즈 앤 로지스의 《Use Your Illusion I》과 《II》 작업에 집중하고 있었기 때문에 "사실상 클링크와 함께 음반을 만든 것은 아니었다"고 밝혔다. 두 음반 역시 럼보 스튜디오에서 녹음 중이었으며, 머스테인은 《Rust in Peace》의 대부분 작업은 자신과 노먼, 그리고 엔지니어 마카야 라이언이 맡았다고 언급했다.

## 커버 아트
이 커버 아트는 1986년 《Peace Sells... but Who's Buying?》을 커버했던 아티스트 에드 렙카가 만들었다. 〈Hangar 18〉을 참조하며, 밴드 마스코트 빅 래틀헤드와 당시 세계 지도자들이 외계인의 몸을 바라보는 모습을 묘사하고 있다. 렙카는 음반 커버를 제작하는 것 외에도 음반의 두 싱글 커버 아트도 제공했다. 머스테인은 래틀헤드가 들고 있는 물체가 크립토나이트와 유사한 소재임을 확인했다.
커버에 등장하는 남성들은 왼쪽부터 정체불명의 영국 대표, 일본 총리 가이후 도시키, 독일 대통령 리하르트 폰 바이츠제커, 소련 대통령 미하일 고르바초프, 그리고 미국 대통령 조지 H. W. 부시이다.

## 발매 및 평가
| 전문가 평가                      | 전문가 평가 |
| 평가 점수                        | 평가 점수   |
| 출처                             | 점수        |
| -------------------------------- | ----------- |
| AllMusic                         | [ 21 ]      |
| Chicago Tribune                  | [ 22 ]      |
| Collector's Guide to Heavy Metal | 10/10       |
| Entertainment Weekly             | B+          |
| Record Collector                 | [ 25 ]      |
| Rock Hard                        | 9.5/10      |
| Rolling Stone                    | [ 27 ]      |
| The Rolling Stone Album Guide    | [ 28 ]      |
| Sputnikmusic                     | [ 29 ]      |
| Select                           | [ 30 ]      |

《Rust in Peace》는 1990년 9월 24일, 캐피틀 레코드에 의해 발매되었다. 1994년, 이 음반은 미국 음반 산업 협회로부터 미국에서 100만 장의 판매고를 올려 플래티넘 인증을 받았다. 《Rust in Peace》는 2004년에 메가데스의 캐피틀에서 발매된 다른 스튜디오 음반들과 함께 리믹스 및 리마스터링되었다.
발매되자마자 이 음반은 비평가들로부터 폭넓은 찬사를 받았다. 《시카고 트리뷴》의 그레그 코트는 이 음반을 메가데스의 가장 뛰어난 음반이라고 부르며 "기악적인 기교, 사려 깊은 서정성, 펑크 같은 분노"를 칭찬했다.
《롤링 스톤》의 로버트 파머는 이 음반이 "정통적이고 지루한" 콘셉트가 얼마나 멀리 갈 수 있는지를 보여주는 것이라고 썼다. 《엔터테인먼트 위클리》의 음반을 리뷰하면서 짐 파버는 이 음악을 "재주와 결합된 부드러운 속도"라고 설명했고, 머스테인의 가사는 "희박적인 변덕스러움"이라고 표현했다. 《스푸트니크뮤직》의 마이크 스태그노는 이 곡의 작곡이 음반에서 "최고 수준"이며 빠르고 기술적인 음악성을 갖추고 있다는 데 동의했다. 그는 또한 프리드먼과 머스테인의 기타 연주를 높이 평가하며 "현장에서 가장 강력한 듀오 중 하나"라고 불렀다.
《스핀》의 톰 노들리는 이 음반을 "성숙하고, 복잡하고, 놀라울 정도로 자음이 풍부하며, 특별히 제작된 음반"이라고 칭찬하며, 《Rust in Peace》가 "절대 잠들지 않는다"고 결론지었다. 음악 저널리스트 킴 쿠퍼도 이 음반의 성숙함을 언급하며 《Rust in Peace》가 "하드 록 장르를 초월하여 바를 완전히 새로운 차원으로 끌어올렸다"고 썼다. 또 다른 긍정적인 반응은 《록 하드》의 작가 홀거 스트랫먼이 이 음반을 "순수한 메가데스"라고 표현한 것으로, 그의 음반은 "광기 넘치는 날카로운 기타"와 "스노티 보컬"로 가득 차 있다.

## 곡 목록
모든 곡들은 특별한 언급이 없는 한 데이브 머스테인에 의해 작사/작곡하였다.
| #  | 제목                                | 재생 시간 |
| -- | ----------------------------------- | --------- |
| 1. | 〈Holy Wars... The Punishment Due〉 | 6:36      |
| 2. | 〈Hangar 18〉                       | 5:14      |
| 3. | 〈Take No Prisoners〉               | 3:28      |
| 4. | 〈Five Magics〉                     | 5:42      |

| #  | 제목                         | 작사·작곡                 | 재생 시간 |
| -- | ---------------------------- | ------------------------- | --------- |
| 5. | 〈Poison Was the Cure〉      |                           | 2:58      |
| 6. | 〈Lucretia〉                 | 머스테인, 데이비드 엘렙슨 | 3:58      |
| 7. | 〈Tornado of Souls〉         | 머스테인, 엘렙슨          | 5:22      |
| 8. | 〈Dawn Patrol〉              | 머스테인, 엘렙슨          | 1:50      |
| 9. | 〈Rust in Peace... Polaris〉 |                           | 5:36      |

| #   | 제목           | 작사·작곡                 | 재생 시간 |
| --- | -------------- | ------------------------- | --------- |
| 10. | 〈Breakpoint〉 | 엘렙슨, 닉 멘자, 머스테인 | 3:29      |

| #   | 제목                                       | 작사·작곡      | 재생 시간 |
| --- | ------------------------------------------ | -------------- | --------- |
| 10. | 〈My Creation〉                            | 머스테인, 멘자 | 1:36      |
| 11. | 〈Rust in Peace... Polaris〉 (Demo)        |                | 5:25      |
| 12. | 〈Holy Wars... The Punishment Due〉 (Demo) |                | 6:16      |
| 13. | 〈Take No Prisoners〉 (Demo)               |                | 3:23      |

## 인증
| 국가                                                            | 인증     | 판매량/출하량 |
| --------------------------------------------------------------- | -------- | ------------- |
| 아르헨티나 (CAPIF) 2004 release                                 | 골드     | 20,000^       |
| 캐나다 (뮤직 캐나다)                                            | 플래티넘 | 100,000^      |
| 일본 (RIAJ)                                                     | 골드     | 100,000^      |
| 영국 (BPI)                                                      | 골드     | 100,000       |
| 미국 (RIAA)                                                     | 플래티넘 | 1,000,000^    |
| ^출하량을 기반으로 한 인증 · 판매량+스트리밍을 기반으로 한 인증 |          |               |